# 巧茶属
巧茶属（学名：Catha）为卫矛科的一个属。

## 物种
本属包括以下物种：
- 巧茶 Catha edulis